# Colina (Chili)
Pour les articles homonymes, voir Colina.
Colina est une commune chilienne.
C'est la capitale de la Province de Chacabuco, dans la conurbation de Santiago. Au recensement de 2002, la population répartie sur le territoire de la commune de Colina s'élevait à 77.815 habitants (62.811 en zone urbaine et 15.004 en zone rurale), tandis que la population de la ville elle-même était de 58.769 habitants. La municipalité s'étend sur une surface de 971 km².
Le maire actuel (2008), Mario Olavarría Rodríguez, est membre de l'Union démocrate indépendante et ses conseillers sont :
- Maximiliano Coloma Andrews (UDI)
- Angélica Antiman Palma (UDI)
- Gonzalo Ruiz-Tagle Serrano (Renouveau national)
- Alejandra Bravo Hidalgo (Parti démocrate chrétien)
- Nicolás Pavez Cuevas (Parti démocrate chrétien)
- Jorge Suárez Suárez (Parti socialiste)

Colina a le campus Chamisero du Lycée Antoine-de-Saint-Exupéry de Santiago.